# Suzanne B. McLaren
Suzanne (Sue) Boyer McLaren (geborene Suzanne Boyer; * 30. September 1951 in York, Pennsylvania) ist eine US-amerikanische Mammalogin.

## Leben
McLaren ist die Tochter von Robert Henry und Alicey Boyer, geborene Cocklin. Sie wuchs mit ihren vier jüngeren Brüdern in York, Pittsburgh und Harrisburg auf. 1969 begann McLaren ein Biologiestudium am Shippensburg State College. Ihr Mentor war Gordon Laidlaw Kirkland (1943–1999), der seine Klassen auf mehrtägige Sammeltouren zu einer Vielzahl von Lebensräumen in Pennsylvania, dem nahe gelegenen Maryland und West Virginia mitnahm. 
Im August 1973 heiratete sie Andrew William McLaren, den sie als Studienanfängerin kennengelernt hatte. Im September desselben Jahres wurde McLaren Biologielehrerin an der Corpus Christi Junior High School in Chambersburg, Pennsylvania, wo sie die sechste bis neunte Klasse unterrichtete. 1974 kehrte sie nach Shippensburg zurück, wo sie als Freiwillige im Shippensburg University Vertebrate Museum arbeitete. Im darauffolgenden Jahr begann sie ein Masterstudium der Biologie bei Kirkland und fungierte als stellvertretende Kuratorin des Shippensburg University Vertebrate Museums. Während ihres Studiums an der Shippensburg University erhielt sie 1975 den Pennsylvania Academy of Science Student Research Award für ein Projekt zur Wiederherstellung von Pflanzengemeinschaften in einem Tagebaugebiet in den Adirondack Mountains. 
Nach Abschluss ihres Grundstudiums arbeitete McLaren im Sommer 1977 als Naturparkführerin im Kings Gap Environmental Education Center, das zum Parksystem des Commonwealth of Pennsylvania gehört. McLaren hatte ab September 1977 eine befristete Stelle als Dozentin an der Shippensburg University inne, um für Gordon Kirkland einzuspringen, der sich vom Rocky-Mountain-Fleckfieber erholte. Innerhalb eines Monats wurde sie von Hugh H. Genoways als kuratorische Assistentin in der Abteilung für Säugetiere am Carnegie Museum of Natural History eingestellt. Es handelte sich um eine zweijährige Stelle, die durch einen Zuschuss der National Science Foundation finanziert wurde, um die Säugetier-Forschungssammlung in Vorbereitung auf einen Umzug in ein neues Gebäude neu zu organisieren. Während dieser Zeit schloss McLaren ihre Masterarbeit mit dem Titel Variations in Litter Size Among Small Mammals of Eastern North America ab und graduierte im Dezember 1978 zum Master of Science an der Shippensburg University. 
1979 erhielt McLaren eine feste Stelle als kuratorische Assistentin am Carnegie Museum of Natural History. Im Jahr 1985 wurde sie zur Sammlungsleiterin der Abteilung für Säugetiere befördert. 2009 war sie Mitkoordinatorin für die Akkreditierung des Museums durch die American Alliance of Museums. Von 2012 bis 2018 war sie Vorsitzende der Sammlungsabteilung des Carnegie Museums, die elf wissenschaftliche Sammlungen mit rund 22 Millionen Exemplaren umfasst. Sie behielt auch ihren Posten als Sammlungsleiterin in der Abteilung für Säugetiere bei. Neben ihren Aufgaben im Museum war McLaren zwei Jahre lang Interimsleiterin der Abteilung für Konservierung und Teamdozentin für den Fachbereich Biologie an der California University of Pennsylvania. Außerdem war sie 20 Jahre lang wissenschaftliche Mitarbeiterin des Shippensburg University Vertebrate Museum und ist als wissenschaftliche Mitarbeiterin des Museum of Texas Tech University tätig. 
1973 wurde McLaren Mitglied bei der American Society of Mammalogists (ASM). Von 2006 bis 2008 war sie designierte Präsidentin und von 2008 bis 2010 war sie Präsidentin der ASM. Sie ist auch aktives Mitglied des Mammal Technical Committee beim Pennsylvania Biological Survey.
Im Laufe ihrer Karriere befasste sich McLaren mit der Ökologie und Systematik der Säugetiere des östlichen Nordamerikas, der Systematik und Taxonomie der Amerikanischen Wasserspitzmaus und dem Rotschwanzhörnchen, der Pflege und Erhaltung naturkundlicher Sammlungen sowie der Ethik und dem Datenaustausch bei computergestützten Sammlungen. Von 1988 bis 1993 war sie Schatzmeisterin der Society for the Preservation of Natural History Collections (SPNHC) und von 2000 bis 2002 deren Präsidentin. Im Jahr 1993 erhielt sie den ersten SPNHC President’s Award in Anerkennung ihrer Verdienste um die Entwicklung und den anhaltenden Erfolg der Gesellschaft. McLaren vertrat die SPNHC auch im Millenniumsrat des Weißen Hauses und in der ersten Heritage Health Index Task Force.
Neben zahlreichen Zeitschriftenartikeln und anderen Veröffentlichungen hat sie Kapitel zu fünf Büchern beigetragen, darunter The New Museum Registration Methods, Management of Mammal Collections in Tropical Environments und Conservation and Ecology of Pennsylvania Bats. 
McLaren ist Mitherausgeberin der Bücher GIS Applications in Mammalogy und MuseumWise: Workplace Words Defined und war als wissenschaftliche Beraterin für mehrere beim Verlag Capstone Press veröffentlichte Kinderbücher tätig.

## Auszeichnungen
Im Jahr 2001 wurde McLaren mit dem Hartley H. T. Jackson Award in Anerkennung herausragender Verdienste um die American Society of Mammalogists geehrt. Im Jahr 2011 erhielt sie den Jesse S. Heiges Distinguished Alumna Award der Shippensburg University.